# غردكانكوره (مقاطعة دالاهو)
غردكانكوره (بالفارسية: گردکان‌کوره) هي قرية تقع في كرمانشاه في إيران. يقدر عدد سكانها بـ 331 نسمة بحسب إحصاء 2016.